# Fellner Ferenc (operaénekes)
Fellner Ferenc Antal (külföldön Franz Fellner) (Budapest, Terézváros, 1900. augusztus 29. – Budapest, Terézváros, 1966. november 12.) magyar orvos, operaénekes (tenor). Nagybátyja Fellner Sándor műépítész.

## Életpályája
Fellner Gyula kereskedő és Drechsler Irén (1870–1946) fia. Orvosi tanulmányait Budapesten végezte. A  Liszt Ferenc Zeneművészeti Főiskola ének szakán Georg Anthes növendéke volt.
Színpadi pályáját a bécsi Volksoperben kezdte, ahol az 1923–24-es évadban Turidduként (Mascagni: Parasztbecsület) debütált. 1924 és ’27 között a prágai Német Színházban működött. 1928-ban kétszer fellépett a budapesti Operában. Egy-egy évadot a barmeni és heidelbergi színházban töltött, de rendszeresen vendégszerepelt Bécsben is. Az 1932–33-as évadban Münchenben volt tag. A náci hatalomátvétel után Csehországban énekelt. Előbb egy évadot Teplitz-Schönauban, majd 1934–1936 között a Troppaui Színházban. Ezek után költözött vissza Budapestre 1937-ben. Orvosként és hangversenyénekesként működött, a második világháború után keresett énektanár volt.
Sírja a Farkasréti temetőben található (15-1-159).

## Magánélete
1932-ben Berlinben házasságot kötött Vajda Anna/Panni operaénekesnővel (1903–1995).

## Szerepei
- Ludwig van Beethoven: Fidelio – Florestan
- Hector Berlioz: Faust elkárhozása – Faust
- Paul Hindemith: Cardillac – A lovag
- Ernst Křenek: Húzd rá, Jonny! – Max
- Pietro Mascagni: Parasztbecsület – Turiddu
- Jacques Offenbach: Hoffmann meséi – Hoffmann
- Giacomo Puccini: Turandot – Kalaf
- Richard Strauss: Ariadné Naxosban – Bacchus
- Richard Strauss: Intermezzo – Lummer báró
- Richard Wagner: A nürnbergi mesterdalnokok – Walther von Stolzing
- Richard Wagner: Parsifal – címszerep
- Alexander von Zemlinsky: A törpe – címszerep